# Musikverein Kärnten
Der Musikverein Kärnten ist ein Verein mit Sitz in Klagenfurt. Er ist seit 1828 Veranstalter von klassischen Orchester-, Kammerorchester-, Klavier- und Operettenkonzerten sowie Konzerten Neuer Musik und hat bis 1969 Bildungsarbeit betrieben.

## Geschichte
1828 wurde in Klagenfurt der „Kärntnerische Musikverein“ gegründet. Der Zweck des Vereins war die „Ausbreitung, Vervollkommnung und Veredelung der Tonkunst“. Im Zuge der Revolutionswirren im Jahr 1848 wurde der Verein aufgelöst. 1874 erfolge eine Neugründung unter dem Namen „Musikverein für Kärnten“. 1900 baute die Kärntner Sparkasse ein „Musiksaalgebäude“ – das heutige Konzerthaus – und widmete es dem Musikverein. 1932 wurde die Musikschule des Vereins in den Rang eines Konservatoriums erhoben und 1934 wurde ihr das Öffentlichkeitsrecht verliehen. Im Zuge des Anschlusses 1938 an das Deutsche Reich wurde 1939 das Konservatorium ausgegliedert und der Musikverein durch einen kommissarischen Verwalter in das Kulturleben des Reichsgaus Kärnten eingegliedert. Nach dem Zweiten Weltkrieg wurde der Verein wieder aktiviert und 1947 erfolgte im Westtrakt des Konzerthauses, welches teilweise durch Fliegerbomben zerstört wurde, die Wiederaufnahme des Musikunterrichts. 1952 wurde das vom Land Kärnten übernommene und wieder aufgebaute Konzerthaus mit einem Festakt der Wiener Philharmoniker unter Clemens Krauss feierlich eröffnet. 1969 werden die vom Verein betreuten Musikschulen im „Kärntner Landesmusikschulwerk“ zusammengefasst und es erfolgte die Übernahme durch das Amt der Kärntner Landesregierung. Zuletzt verstärkte der Musikverein seine Bemühungen auch Jazz und Filmmusik in sein Programm aufzunehmen, sowie junge Nachwuchskräfte durch die Gründung eines Jugendorchesters und durch die organisatorische Unterstützung des jährlich stattfindenden Internationalen Kärntner Sparkasse Musikstipendiums zu fördern.